# Maków (Krasew)
Maków – część wsi Krasew w Polsce położona w województwie lubelskim, w powiecie radzyńskim, w gminie Borki.
W latach 1975–1998 Maków administracyjnie należał do ówczesnego województwa lubelskiego.